# ماكس طومسون
ماكس طومسون (بالإنجليزية: Max Thompson)‏ (31 ديسمبر 1956 بليفربول في المملكة المتحدة - 27 يونيو 2023) هو مدرب كرة قدم ولاعب كرة قدم بريطاني في مركز الدفاع. لعب مع بورت فايل وسوانزي سيتي ونادي بلاكبول ونادي بورنموث ونادي ساوثبورت ونادي ليفربول ونيوبورت كونتي ودالاس تورنايدو ونورثويتش فيكتوريا وبالتيمور بلاست ‏ وفليتوود تاون وكرامفوش اليانسن ‏ وكارنارفون تاون ‏ وسياتل ساوندرز.

## وصلات خارجية
- ماكس طومسون على موقع قاعدة بيانات كرة القدم.إي يو (الإنجليزية)